# Ex-lover
「ex-lover」（エクスラバー）は、2010年5月12日に発売された阪井あゆみの5枚目のシングル。

## 解説
秋元康が作詞を手掛けた「ex-lover」は、テレビ朝日系木曜ドラマ『同窓会〜ラブ・アゲイン症候群』主題歌。プロモーション・ビデオには弁護士の八代英輝が出演しており、当楽曲のCMナレーターも担当している。
カップリングの「Fun to the night」は、マックハウス『rush hour』と舞川あいくによるコラボレーション商品のイメージソングとして制作された。曲中にはあいく自身も「Fun to the night」という“合いの手”を入れており、2020年11月17日未明放送の『ジョシスタ あいく的』（札幌テレビ放送）では、あいくが出演したCMと共に本曲の合いの手部分が流れていた。
初回生産分には、この年（2010年）の6月16日に開催された阪井自身のワンマンライブに300名を招待する応募ハガキが封入されていた。

## 収録曲
1. ex-lover
作詞：秋元康／作曲：坂詰美紗子／編曲：太田貴之
歌詞 - 歌ネット
2. Fun to the night  
作詞：阪井あゆみ／作曲：Gajin／編曲：佐久間誠
歌詞 - 歌ネット
3. ex-lover [Instrumental]
4. Fun to the night [Instrumental]